# كراتشيونيلو دي جوس
كراتشيونيلو دي جوس هي قرية تقع في إقليم ألبا في رومانيا.

## السكان
حسب إحصائيات 2002 بلغ عدد سكان القرية 4,392 نسمة.